# Шаврин, Сергей Викторинович
Серге́й Виктори́нович Ша́врин (30 сентября 1924, Свердловск, Уральская область, РСФСР, СССР — 9 февраля 2007, Екатеринбург, Россия) — советский и российский металлург, специалист в области подготовки сырья и доменной плавки, действительный член РАЕН, лауреат премии имени И. П. Бардина (1995).

## Биография
Родился 30 сентября 1924 года в Свердловске в семье служащих.
В 1948 году — окончил металлургический факультет Уральского политехнического института им. С. М. Кирова, поступил на работу в Уральский филиал Академии наук СССР и был командирован в Тулу на Новотульский завод, где работал исследователем в бригаде академика И. П. Бардина.
В 1953 году — защита кандидатской диссертации, тема: «Разработка технологии получения ниобийсодержащих и высокотитанистых редкоземельных шлаков из лопаритовых концентратов».

В 1965 году — защита докторской диссертации, тема: «Исследование закономерности восстановления руд из расплавов и использование их при анализе доменного процесса», в 1969 году получил звание профессора по специальности «металлургия черных металлов».
С 1953 года и до последних дней жизни работал в Институте металлургии, где прошел путь от лаборанта до заведующего лабораторией металлургии чугуна (ныне пирометаллургии восстановительных процессов), на которой работал с 1959 по 1998 годы. С 1998 года и до последнего дня был главным научным сотрудником этой лаборатории.
Умер 9 февраля 2007 года в Екатеринбурге. Похоронен на Широкореченском кладбище.

### Научная деятельность
Известен как специалист в области теории и практики металлургии.

Основное научное направление — разработка теории металлургических процессов окускования, металлизации, плавки применительно к слоевым агрегатам (конвейерные машины, шахтные и доменные печи).
Научная и инженерная деятельность была посвящена решению теоретических и практических аспектов проблем комплексного использования сырья (титаномагнетитов, бурых железняков, сидеритов и др.), типичного для регионов Урала, Казахстана, Сибири и Дальнего Востока.
Внес большой вклад в разработку и внедрение технологии выплавки низкокремнистого ванадиевого чугуна из комплексных титаномагнетитовых руд Качканарского месторождения в доменных печах большого объема НТМК.
С его именем связаны развитие и становление уральской научной школы металлургов в области теории и практики тепло- и массообмена в слоевых металлургических агрегатах.
В 80-е годы опубликовал цикл работ по теории напряженного состояния оксидных систем. Развитый в них математический аппарат позволил проанализировать слоевые металлургические процессы и практически решить задачу о связи качественных показателей сырья с параметрами его термообработки.
Автор и соавтор более 300 публикаций (в том числе 9 монографий), более 90 изобретений).
Под его руководством защищены 23 кандидатских и 3 докторских диссертации.

## Награды
- Орден Трудового Красного Знамени (1976)
- Орден Почёта (2006)
- Медаль «В ознаменование 100-летия со дня рождения Владимира Ильича Ленина» (1970)
- Заслуженный деятель науки и техники Российской Федерации (17 мая 1994) — за заслуги в научной деятельности
- Премия имени  И. П. Бардина (1995) — за серию работ по теории металлургических процессов и комплексной переработке железорудного сырья
- Государственная премия СССР (1976) — за разработку, освоение и внедрение на НТМК имени В. И. Ленина новой технологии выплавки ванадиевого чугуна в доменных печах большого объёма и переработки его в ванадиевый шлак и сталь кислородно-конверторным дуплекс-процессом, обеспечившей достижение высоких технико-экономических показателей
- Государственная премия Российской Федерации (2000) — за обобщение результатов исследований по комплексному использованию сырья (титаномагнетиты и алюмосиликаты)
- Премия Правительства Российской Федерации (2002) — за разработку энергосберегающих экологически безопасных технологий производства окатышей различного назначения на базе модернизации обжиговых машин конвейерного типа